# Aleix Fontana
Aleix Fontana (Sàsser, Sardenya, ? — Sàsser, Sardenya, 1558) cavaller sard. Fou jurista de la cancelleria imperial de Carles V del Sacre Imperi Romanogermànic per la Corona d'Aragó i mestre racional de Sardenya (circa 1556).
Humanista i seguidor d'Erasme de Rotterdam mantingué relació d'amistat amb Ignasi de Loiola. El seu erasmisme el portà a establir relacions amb membres dels cenacles erasmistes de l'època establint amistat amb Miquel Blai i Alfonso de Baldes mentre residí a Barcelona. L'obra d'Erasme era àmpliament representada dins la seva rica biblioteca
A la seva mort, l'any 1558, deixà en testament rendes per a la finançament del col·legi de la companyia de Jesús a Sàsser, el primer d'aquesta a Sardenya) i que acabarà esdevenint la Universitat de Sàsser, que si bé fou fundat amb anterioritat trobà en el llegat de Fontana certa estabilitat econòmica. Per aquest motiu se'l considera un del principals fundadors.